# Ліхтенштейнський футбольний союз
Ліхтенштейнський футбольний союз (нім. Liechtensteiner Fussballverband) — асоціація, що здійснює контроль і управління футболом в Ліхтенштейні. Штаб-квартира розташована у Вадуці. ЛФС заснований 1934 року, член ФІФА та УЄФА з 1974 року. Асоціація організовує діяльність та здійснює керування національними збірними з футболу, включаючи головну національну збірну.
Під егідою федерації проводиться Кубок Ліхтенштейну з футболу. Слід зазначити, що Ліхтенштейн — єдиний член УЄФА, у якого немає свого внутрішнього чемпіонату з футболу, тому команди з цієї країни грають у Чемпіонаті Швейцарії.

## Історія
Ліхтенштейнський футбольний союз був заснований в 1934 році футбольними клубами «Вадуц», «Бальцерс» і «Трізен».

Логотип до 2019 року.

1949 року в ЛФС був прийнятий клуб «Шан», а у 1954 — «Ешен-Маурен» (до 1963 року як ФК «Маурен»), у 1958 — «Руггелль», а 1972 — «Трізенберг».
1974 рік став епохальним в історії ліхтенштейнського футбольного союзу. Цього року ЛФС був прийнятий в ФІФА (на той момент 142-м членом Федерації) і в УЄФА (34-м членом). Перша офіційна гра збірної Ліхтенштейну відбулася в Бальцерсі 9 березня 1982 року проти команди Швейцарії. Всупереч усім очікуванням національна команда Ліхтенштейну гідно боролася протягом усього матчу, проте зазнала поразки з рахунком 0:1.
Збірна Ліхтенштейну брала участь у відбіркових іграх до Олімпійських ігор 1984 року і 1988 року. Брати участь у чемпіонатах Європи та світу збірна Ліхтенштейну розпочала з 1996 та 1998 року відповідно.
У 2003 році Ліхтенштейн приймав у себе юнацький чемпіонат Європи до 19 років, а в 2010 році — юніорський чемпіонат Європи до 17 років.